# Vlag van Thimister-Clermont
De vlag van Thimister-Clermont is op onbekende datum bij raadsbesluit vastgesteld als de vlag van de Luikse gemeente Thimister-Clermont. De vlag kan als volgt worden beschreven:
Geel met een zwart uitgeschulpt kruis.
De vlag komt overeen met het vlagontwerp van de Raad van Heraldiek en Vexillologie (Frans: Conseil d’héraldique et de vexillologie). De vlag is volledig gebaseerd op het gemeentewapen en ziet er dus helemaal hetzelfde uit.
De vlag dat in Thimister-Clermont wordt gebruikt, toont een witte vlag met op het midden het gemeentewapen en de kleine zwarte letters TC linksonder geplaatst.

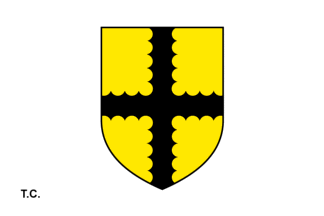
Vlag in gebruik